# Industriální společnost
Industriální společnost (též průmyslová společnost) je podle vysvětlení moderní sociologie typem společnosti, ve které se využívá moderní společenské hierarchie[zdroj⁠?!]. K vývoji tohoto typu společenského uspořádání došlo v oblasti západního světa v dobách průmyslové revoluce (18. – 20. století). K tomuto uspořádání se dospělo přirozeným vývojem z takzvané předprůmyslové, předmoderní anebo též zemědělské společnosti. Průmyslovou společnost je možné charakterizovat rovněž jako společnost masy lidí a je typická pro pozdní novověk vývoje lidstva na Zemi.

## Charakteristika

### Industriální éra
Industriální éru je možné snadno charakterizovat především raketovým vzestupem těžby a poptávky po neobnovitelných surovinách, které byly zapotřebí pro další rozvoj lidských aktivit. Tohoto rozvinutí bylo lidstvu umožněno dosáhnout především díky mnoha užitečným objevům, mezi které se řadí objevení parního stroje, dále textilních zařízení, spřádacích stavů a později elektrického proudu. Tyto vynálezy si velmi brzy našly své uplatnění v průmyslu, ve kterém došlo díky objevu nových výrobních metod k mohutnému nárůstu produkce a efektivity výroby. Ekonomický potenciál industrializovaných regionů nesrovnatelně vzrostl (oblasti Střední Anglie, Midlands), při porovnání s regiony, které byly industrializovány až později. Na druhou stranu, později industrializované regiony mohly lépe těžit ze stále se urychlujícího vědeckého pokroku a ze změny společenských priorit. To v kombinaci s vhodnou ekonomickou politikou vlády (obvykle protekcionismus – praktické využití teorie nezralého průmyslu) vedlo k tomu, že později industrializované (zprůmyslněné) regiony předehnaly původní průmyslová jádra (Porúří, Německo).

### Zemědělská produkce
Zemědělská produkce se soustředila z malých rodinných farem do velkostatků a družstev, které disponovaly potřebným kapitálem k zakoupení zemědělských strojů (mlátičky, první kombajny), čímž razantně vzrostla jejich produktivita. To má za následek uvolnění velké části pracovních sil ze zemědělství, jelikož zde byly zastoupeny stroji a mechanizací. Tyto pracovní síly se z venkova přesouvají do měst, kde jsou posléze zaměstnány v nových moderních továrnách a průmyslových zařízeních.

### Věda a výzkum
Dochází ke vzniku zcela nových průmyslových odvětví – výroba petroleje, hnojiva a pokročilých chemikálií a k do té doby nevídanému vědecko-technickému rozmachu. Tyto obory potřebují jak nekvalifikovanou pracovní sílu, tak tu kvalifikovanou. Ta je školena ve zcela nových vzdělávacích zařízeních, jelikož rozvoj všeobecného světského vzdělání je další typickou charakteristikou industriální společnosti. Podnikatelům a bohatým lidem, kteří disponují kapitálem a finančními prostředky, brzy dochází, že výhodnou alternativou k uložení jejich úspor mohou být investice do rozvoje těžby, vědy, průmyslu, infrastruktury anebo do akcií perspektivních společností. Tímto způsobem rychle bohatne mnoho budoucích magnátů. Dochází k nastartování vědecko-technické revoluce v mnoha vědních oborech, která trvá prakticky až dodnes.

### Vynálezy, patenty
Každoročně jsou prezentovány a patentovány nové a nové vynálezy (mezi jinými například telegraf, benzínový motor, telefon, bleskosvod, penicilin, letadlo, automobil, podzemní dráha, džíny, fotografie, žárovka, kulomet a mnoho dalších). Později přichází na řadu i automatizace výrobních procesů a objev pásové (sériové) výroby (H.Ford), s čímž souvisí s obrovským rozmachem vědy o managementu. Pracovní síly, které nejsou v dobách pokročilé industrializace zapotřebí v průmyslu se přesouvají dále, do sektoru služeb, jehož naprostá dominance je charakteristická pro dnešní, post-industriální dobu.

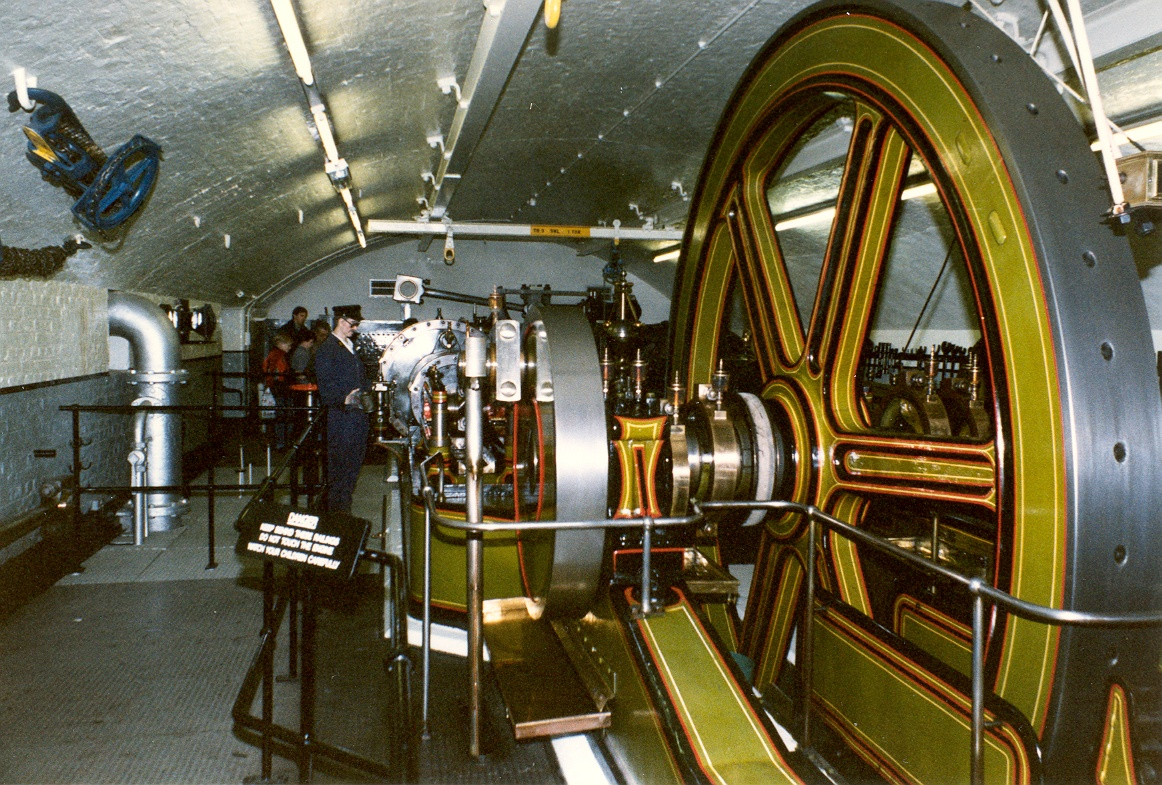
Parní stroj (Londýn, Tower bridge)

### Životní prostředí, styl a sociální aspekty
V dobách průmyslové společnosti dochází k rozsáhlé urbanizaci a populačnímu rozmachu, který je zapříčiněn poklesem mortality (úmrtnosti) v důsledku rozvoji hygieny, koloniální expanzi a pokroku v medicíně a lékařství. Simultánně dochází k růstu natality, porodnosti. Tento proces se souhrnně nazývá demografická revoluce.
K počátku průmyslové revoluce je datován i začátek negativního působení člověka na životní prostředí, v bezprecedentní míře. Přírodě škodí rychlý a nekontrolovaný rozvoj důlní činnosti, spalování nekvalitního paliva a všeobecný nezájem o ekologii, jelikož tato věda touto dobou ještě neexistovala (vznikla v roce 1866). Tovární činnost nemá však negativní následky nejenom na životní prostředí, ale i na život člověka samotného. Je zdokumentováno[zdroj⁠?!], že průměrná délka dožití na počátku devatenáctého století je na anglickém venkově 56 let, zatímco u dělníků v továrnách pouze 18 roků. Námezdní dělníci žijí často v nuzných a chudých poměrech. Jejich nízké mzdy jim často umožňují jen základní přežívání a v začátcích průmyslové éry je standardem, že v továrnách pracuje celá rodina i s dětmi. Tento problém je časem ošetřen zákazem dětské práce (nejprve v dolech, později i v textilních mlýnech a v dalších podnicích) a dalším rozvojem sociálního zákonodárství. I tak dochází k častým stávkám a dělnickým nepokojům, které bývaly většinou brutálně potlačeny.

### Vývoj myšlení
Z ekonomického hlediska je pro industriální éru typický vývoj kapitalismu, zejména v duchu liberalismu, později imperialismu (organizovaný kapitalismus). Velmi často dochází i ke konfrontaci výše zmíněných stylů, k jejich mixování, prolínání a vzájemnému ovlivňování. V rozporu s hlavním proudem vývoje, který má na svědomí periodické střídání ekonomické konjunktury a krize, jejíž dopady bývají většinou hluboké, dochází i k formování socialistických a marxistických idejí (Karl Marx), které volají po sociální rovnosti, zastavení "vykořisťování" dělnictva a třídní spravedlnosti. Ze sociálního hlediska je nutné vyzvednout i rozvoj demokracie, svobody, významu žurnalistiky a emancipace (zrovnoprávnění) žen. Během této doby dochází i ke značnému myšlenkovému posunu ve filosofii (Immanuel Kant), literatuře (dekadence, naturalismus, impresionismus, expresionismus, surrealismus), v klasické hudbě či v architektuře (historizující slohy, secese). Dochází rovněž k odklonu od tradičních náboženských hodnot (především v do té doby striktně katolických státech a k všeobecné liberalizaci náboženského vyznání.

### Infrastruktura a expanze
Z měst se v éře průmyslové civilizace stávají ekonomická centra lidské aktivity. Dochází k výstavbě továrních a rezidenčních (obytných) čtvrtí. Města potřebují velké množství energie, kterou jim dodává vytěžené uhlí. To je do měst transportováno železnicemi, dalším vynálezem, kterým během devatenáctého století lidstvo protká lidstvo téměř celou planetu skrz na skrz. Železnice umožňují na svou dobu nevídanou mobilitu materiálu i pracovních zdrojů a slouží jako základní faktor pro další expanzi – ať už výrobní, populační, ekonomickou anebo koloniálně-osídlovací. Typickým příkladem expanze je výstavba transkontinentální americká železnice (Union Pacific a Central Pacific). Lidstvo má díky spoutání síly páry ve svých rukou moc změnit své okolí ve velkém. Dochází proto ke stavbě technických skvostů, mezi které se řadí na svou dobu přelomový parník Great Eastern, Panamský průplav, Brooklynský most anebo Chryslerův mrakodrap. Pro průmyslovou éru je typické překonávání limitů. Do tohoto období je datován i vznik automobilových závodů, dobytí severního a jižního pólu a průkopnické cestovatelství (Cecil Rhodes).

### Kolonialismus
S fenoménem expanze souvisí i fenomén kolonialismu. Vyspělé evropské průmyslové státy potřebují zůstat za každou cenu konkurenceschopné, potřebují přírodní zdroje pro svůj další růst a tak si na řetězu konferencí v Berlíně v letech 1884-1885 rozdělují sféry vlivu nad Afrikou. Tento jev je rovněž znám pod přezdívkou "Dělení Afriky". Z pomyslného koláče se podaří nejvíce ukousnout Anglii a Francii, v menší míře i Belgii, Německu, Itálii a Portugalsku. Jediné dva africké státy, které si uhájí svou svobodu, jsou Libérie (koupená Američany jako domov pro bývalé otroky) a Ethiopie (tehdy Habešské císařství). Čistě administrativní určení afrických hranic platí v mnoha případech až dodnes a rovněž až dodnes je zdrojem etnického napětí, válek a konfliktů. Kolonie však nalezneme i v jiných částech světa, v Oceánii, Asii či Karibiku. Jako koloniální pozůstatek můžeme dnes vidět například Britský Commonwealth anebo Francouzské společenství národů.

## Postindustriální éra
Je všeobecně uznáváno, že prvním státem, který postoupil z průmyslové do post-industriální éry jsou Spojené státy americké (USA) krátce po skončení druhé světové války. Neexistuje však ale jednotná hranice, podle kterého se tento fakt posuzuje. Z ekonomického hlediska se každá společnost mění v post-industriální ve chvíli, kdy je více jejího HDP (Hrubého domácího produktu) získáváno ze sektoru terciárního sektoru (služeb), než ze sektoru sekundárního průmyslu (výrobní činnosti). Jiní odborníci a ekonomové zase používají kritérium zaměstnanosti obyvatelstva podle sektorů. Za přechod mezi průmyslovou a post-industriální společností je možné globálně považovat datum vypuštění prvního pozemského satelitu Sputnik 1 (4. října 1957) anebo datum prvního použití atomové bomby při zničení japonského města Nagasaki (6. srpna 1945). Základními znaky post-industriální éry je zmenšení významu primárního průmyslu, přesun pracujícího obyvatelstva do činností služeb, další růst vzdělání obyvatelstva, zavádění moderních komunikačních, výpočetních a výrobních technologií, robotizace, orientace na high-tech (technologicky špičkový) průmysl, orientace na kvalitu a uvědomění si ekologického aspektu a nedostatků intenzivního průmyslového rozvoje. Post-industriální éra je rovněž zodpovědná za likvidaci ekologických a sociálních škod, které vznikly v éře průmyslové. Typický je i dekolonialismus. Velmi vhodným příkladem pro ukázku tohoto typu společenského vývoje je dnešní Japonsko anebo Jižní Korea. Post-industriální éru, ve které nyní žijeme, označujeme rovněž jako tzv. informační éru, plastovou éru (zkráceně plastověk) anebo dobu jadernou.